# Gabriele Rossetti (sportskytt)
Gabriele Rossetti, född 7 mars 1995 i Florens, är en italiensk sportskytt.
Rossetti blev olympisk guldmedaljör i skeet vid sommarspelen 2016 i Rio de Janeiro.